# SunSay (album)
SunSay – debiutancki album grupy SunSay, wydany w 2007 roku. Na płycie znalazły się utwory uprzednio przygotowane do niepowstałego trzeciego albumu zespołu 5’nizza, rozbudowane w porównaniu do pierwowzorów w warstwie instrumentalnej. Nagrania w albumie zaliczyć można do kilku gatunków m.in. fusion, funk oraz muzyki alternatywnej. Treść piosenek dotyczy głównie spraw społecznych oraz miłości. Teksty śpiewane są po angielsku, rosyjsku i ukraińsku.
Do kompozycji „Masz wszystko” (ros. «У тебя есть всё») został nakręcony teledysk prezentowany w stacjach telewizyjnych, głównie w A-ONE. Wydanie płyty spowodowało odwrócenie się wielu fanów Piatnicy od projektu „SunSay” ze względu na zmianę kierunku twórczości w muzykę alternatywną, co z drugiej strony przysporzyło projektowi Zaporożca nowych wielbicieli.

## Twórcy nagrania
- Andriej Zaporożec - wokal
- Siergiej Babkin - drugi głos, gitara
- Jefim Czupachin - instrumenty klawiszowe
- Siergiej Bałałajew - perkusja
- Grigorij Czajka - gitara
- Igor Fedjejew - gitara basowa